# Stefan Klein (Journalist)
Stefan Klein (* 1950 in Tecklenburg, Westfalen) ist ein deutscher Journalist, der seit langer Zeit vor allem für die Süddeutsche Zeitung arbeitet.

## Leben
Klein arbeitete als Lokalreporter für die Süddeutsche Zeitung (SZ) und ging anschließend für mehrere Jahre zum Spiegel. Er kehrte zur SZ zurück und ging 1981 für die Süddeutsche Zeitung als Korrespondent nach Afrika. Im Jahre 1993 ging er für die SZ nach Singapur, 1998 schließlich nach Großbritannien. Seit 2004 ist er Chefkorrespondent der Süddeutschen Zeitung.

## Bücher
- Boko Haram: Terror und Trauma. Die entführten Mädchen von Chibok erzählen. Verlag Antje Kunstmann, München 2019, ISBN 978-3-95614-324-3.

## Auszeichnungen
Im Jahre 1978 erhielt Klein für eine Reportage über den Majdanek-Prozess und 1980 für die Reportage Blutsauger im Akkord jeweils den Egon-Erwin-Kisch-Preis.